# Romain Hardy
Romain Hardy (Flers, Baixa Normandia, 24 d'agost de 1988) és un ciclista francès, professional des del 2010 i actualment a l'equip Fortuneo-Vital Concept.

## Palmarès
- 2009
  - 1r a la Manche-Océan
- 2010
  - Vencedor d'una etapa al Tour de l'Avenir
- 2012
  - Vencedor d'una etapa al Tour de l'Alt Var
- 2017
  - 1r al Tour del Doubs
- 2019
  - Vencedor d'una etapa al Tour de Savoia Mont Blanc

### Resultats a la Volta a Espanya
- 2014. 64è de la classificació general
- 2015. Abandona (11a etapa)
- 2016. 27è de la classificació general

### Resultats al Tour de França
- 2017. 26è de la classificació general
- 2018. 105è de la classificació general